# Мастило
 Тази статия е за течността.  За групата вижте Мастило (група).  
Мастилото е течност, съдържаща различни пигменти и/или оцветители. Мастилото се използва за писане или рисуване. В по-плътна форма (паста) мастилото се използва и за литография.

## Видове

### Ранни варианти
Египетското мастило е било съставено от няколко натурални оцветителни направени от метали, външния покривен слой на семена, бобови зърна и други подобни.
Индийското мастило е черно и е създадено в Азия.
Желязно – галовото мастило е използвано от много художници (работили преди 19 в.) за рисуване. Смята се, че тези художници са използвали и орехово мастило, но няма доказателства. Използването на орехово мастило не би било подходящо, тъй като цветовете биха избледнявали бързо.

### Оцветители
В мастилото може да се съдържат пигменти и други оцветители, които създават цвета му. В повечето мастила има и специални агенти, които предотвратяват изтриването на мастилото при търкане.

## Мастилото днес
Само преди няколко години интересът към мастилото от страна на потребителите е свързан най-вече с презареждането на химикалките, но създаването на домашния компютър (PC) води до домашно принтиране и печатане. Днес в развитите страни е трудно да се намери фирма, чийто офис няма принтер. Поради това купуването на мастило става важна част от работата.
Презареждането на мастило в касети за принтери е услуга, предлагана от множество компании.

## Здравен аспект
Често може да срещнете твърдението, че мастилото е безопасно дори при поглъщане. Това е напълно невярно. При поглъщане мастилото може да увреди здравето. Някои мастила, като например това за принтер, а дори и някои мастила, използвани в обикновените химикалки, могат да бъдат изключително вредни за вашето здраве. Въпреки че мастилото не може да причини смърт, то ще доведе до главоболие и проблеми с нервната система. За вашата безопасност моля не поглъщайте мастило, а ако това се случи отидете в най-близката болница или токсикология.